# Jojutla
Jojutla és un municipi de l'estat de Morelos. Huitzilac és el cap de municipi i principal centre de població d'aquesta municipalitat. Aquest municipi és a la part sud de l'estat d'Morelos. Limita al nord el municipi de Tlaquitenanco, al sud amb estat de Guerrero, l'oest amb Puente de Ixtla i a l'est amb l'Temoac.